# Orimarga sarophora
Orimarga sarophora är en tvåvingeart som beskrevs av Alexander 1961. Orimarga sarophora ingår i släktet Orimarga och familjen småharkrankar.
Artens utbredningsområde är Madagaskar. Inga underarter finns listade i Catalogue of Life.